# Ausiliare (prefetto del pretorio)
Ausiliare (latino: Auxiliaris; floruit 437–441) fu un politico romano, Prefetto del pretorio delle Gallie.
Tra il 435 e il 437 fu Prefetto del pretorio delle Gallie. Secondo l'agiografica Vita Germani, aveva una moglie ammalata che fu curata da Germano d'Auxerre, e in cambio Ausiliare concesse la remissione delle tasse per la città di Auxerre.
Ricoprì anche altri incarichi, ma non è noto quali.
Nel 440 ebbe una disputa col vir inlustris Apollodoro riguardo a una casa a Roma; in quell'anno l'imperatore Valentiniano III gli diede ragione, ma all'inizio dell'anno successivo ordinò un'altra indagine.